# Žádné prudké pohyby
Žádné prudké pohyby (v anglickém originále No Sudden Move) je americký kriminální filmový thriller z roku 2021, který režíroval Steven Soderbergh, produkoval Casey Silver a jehož scénář napsal Ed Solomon. Ve filmu účinkují Don Cheadle, Benicio del Toro, David Harbour, Jon Hamm, Amy Seimetz, Brendan Fraser, Kieran Culkin, Noah Jupe, Craig Grant (ve své poslední roli), Julia Fox, Frankie Shaw, Ray Liotta a Bill Duke.
Film měl světovou premiéru na filmovém festivalu Tribeca 18. června 2021 a ve Spojených státech byl vydán 1. července 2021 na streamovací platformě HBO Max. Film získal pozitivní recenze kritiků s pochvalou Soderberghovy režie a výkonů herců.

## Děj
V Detroitu roku 1954 je gangster Curt Goynes najat na zdánlivě jednoduché vydírání – s dalšími muži má držet rodinu účetního Matta Wertze jako rukojmí, zatímco Wertz získá dokument z trezoru svého šéfa. V trezoru však nic není a tak Wertz přinese falešné dokumenty. Když jeden z gangsterů, Charley, chce rodinu popravit, Goynes ho zastřelí.
Goynes a jeho parťák Russo zjišťují, že byli podvedeni, a skutečný dokument – plán na katalyzátor – získají v domě Wertzova šéfa. Chtějí ho výhodně prodat, přičemž Goynes si chce urovnat staré spory s bossem Watkinsenem. Po přestřelce s původním zadavatelem plánu zjistí, že dokument má cenu mnohem vyšší než čekali. Automobilový manažer Lowen za něj zaplatí 375 000 dolarů, aby zatajil vývoj technologie snižující emise.
Goynes a Russo si rozdělí peníze, ale vzápětí je přepadne Watkins se svými muži. Goynes skončí v jejich zajetí, ale místo popravy s ním Watkins uzavře smír. Mezitím Russo prchá s Vanessou, manželkou zabitého mafiána, ta ho ale zastřelí a vezme peníze. Vzápětí ji zastaví policista, který jí všechny peníze zabaví. Detektiv Finney vše vrátí Lowenovi – systém korupce se uzavírá. Goynes dostane původně slíbených 5 000 dolarů a odchází do Kansas City.